# ميمي غاردنر غيتس
ميمي غاردنر غيتس (بالإنجليزية: Mimi Gardner Gates)‏ (30 يوليو 1942)  مؤرخة أمريكية في مجال الفن ومديرة متحف الفنون في سياتل في عام 1996 تزوجت وليام هنري غيتس الأب، والد بيل غيتس.